# Philophylla millei
Philophylla millei är en tvåvingeart som beskrevs av Han och Allen L.Norrbom 2008. Philophylla millei ingår i släktet Philophylla och familjen borrflugor.
Artens utbredningsområde är Nya Kaledonien. Inga underarter finns listade i Catalogue of Life.